# Пацифістка
«Пацифістка» (італ. «La pacifista») — драматичний кінофільм режисера Міклоша Янчо з Монікою Вітті й П'єром Клементі у головних ролях, випущений 30 грудня 1970 року.

## Сюжет
Один з членів фашистського угруповання отримує завдання — вбити молоду журналістку, яка активно виступає проти нацизму. Але він закохується в неї та не може виконати наказ.

## У ролях
| Моніка Вітті     | ···· | Барбара |
| П'єр Клементі    | ···· | Мікеле  |
| Петер Пазетті    | ···· | комісар |
| П'єро Фаджіоні   | ···· | П'єро   |
| Джіно Лаваджетто | ···· | Карло   |

## Знімальна група
| Режисер    | ···· | Міклош Янчо                                      |
| Сценарій   | ···· | Гвідо Леоні, Сільвія Сільвані, Джованна Гальярдо |
| Продюсер   | ···· | Джузеппе Брун, Стефано Убеціо                    |
| Оператор   | ···· | Карло Ді Пальма                                  |
| Композитор | ···· | Джорджо Гасліні                                  |
| Художник   | ···· | П'єро Полетто, Люка Сабателлі                    |
| Монтаж     | ···· | Альберто Моро                                    |